# 藤井一興
藤井 一興（ふじい かずおき、1955年1月4日 - 2025年1月18日）は、日本のピアニスト、作曲家。東京生まれ。

## 略歴
ピアノを安川加壽子、井上二葉、辛島輝治、萩原智子、作曲を長谷川良夫、南弘明に師事。東京芸術大学 3年在学中、フランス政府給費留学生として渡仏。パリ国立高等音楽院にて作曲科、ピアノ伴奏科ともに一等賞で卒業。パリ・エコール・ノルマルにてピアノ科を高等演奏家資格第一位で卒業。その間、作曲をオリヴィエ・メシアン、ピアノをイヴォンヌ・ロリオ、マリア・クルチォ、ピアノ伴奏をアンリエット・ピュイグ＝ロジェに師事。世界各地、日本国内にてリサイタル、室内楽、コンチェルトの他、フランス国営放送局を始めとするヨーロッパ各地の放送局や日本のNHK等で多くの録音、録画など幅広い活動を行っている。レコード・CDでは世界で二例目にあたるメシアンのニワムシクイのLPやイゴール・マルケヴィッチ作品集LP、武満徹作品集CDなどを続々とリリース。また、作曲家としてもフランス文化省から委嘱を受け、その作品が演奏会や国際フェスティバルで演奏・録音されている。世界初のフォーレのピアノ全集の校訂を担当し、全巻を春秋社より出版している。東邦音楽大学大学院大学特任教授、東邦音楽総合芸術研究所特任教授、東京芸術大学、桐朋学園大学各講師。
2025年1月18日、糖尿病性腎症のため死去。70歳没。

## 共演歴
2023年4月28日杉並公会堂にて弟子のヴァイオリニスト浜匡子と「浜匡子 ヴァイオリンリサイタル」で共演。
当年10月11日にルーテル市ヶ谷ホールにて『東彩子 藤井一興 DUO「そして、バッハを」 第1回〈J.S.バッハ：ヴァイオリンとチェンバロの為のソナタ 全6曲演奏会/ヴァイオリンとピアノの為のデュオシリーズを40回続けた末に〉』を開催。
2024年4月13日長野県茅野市の茅野市民館コンサートホールにて「浜匡子 ヴァイオリンリサイタル」で再び共演。

## 受賞歴
- 1976年 - ラ・ロシェル国際現代音楽オリヴィエ・メシアン・コンクール第2位
- 1979年 - パリのブラジル・ピアノ曲コンクール第1位
- 1980年 - クロード・カーン国際ピアノコンクール第1位
- 1980年 - リナ・サラ・ガッロ・モンツァ国際ピアノコンクール第1位[7]
- 1980年 - 第1回日本国際音楽コンクールピアノ部門第4位
- 1981年 - マリア・カナルス・バルセロナ国際音楽演奏コンクールピアノ部門第2位、及びスペイン音楽賞
- 1981年 - サンジェルマン・アン・レイエ市現代音楽国際ピアノ・コンクール第1位
- 1982年 - サンタンデール・パロマ・オシェア国際ピアノコンクール第6位[8]
- 1982年 - 第3回グローバル音楽奨励賞
- 1982年 - 第10回京都音楽賞実践部門賞

## 演奏収録
- クラシックミステリー 名曲探偵アマデウス
  - 事件ファイル#18 喪われた王女を求めて ラヴェル 「亡き王女のためのパヴァーヌ」
  - 事件ファイル#28 幻の秘宝を追え! ドビュッシー 「牧神の午後への前奏曲」
  - 事件ファイル#38 記憶をなくした男　フランク 「バイオリンソナタ イ長調」
  - 事件ファイル#40 月の光は裏切りのメロディー ドビュッシー 「月の光」
  - 事件ファイル#69 恋か妄想か?フランソワからの伝言ドビュッシー 「水に映る影」